# Momir Đurović
Momir D. Đurović (* 7. Mai 1941 in Grliću, Danilovgrad, Unabhängiger Staat Montenegro) ist ein montenegrinischer Ingenieurwissenschaftler.

## Leben
Đurović studierte Elektrotechnik an der Universität Belgrad. Von 1965 bis 1969 war er als Elektroingenieur tätig. Von 1970 bis 1970 absolvierte er ein Promotionsstudium am Imperial College London. Anschließend war er Wissenschaftlicher Assistent an der Universität in Titograd, ab 1974 als Dozent und ab 1979 als außerordentlicher Professor. Nach seiner Habilitation 1985 wurde er zum ordentlichen Professor für Elektrotechnik der Universität von Montenegro ernannt und war von 1973 bis 1978 Dekan der elektrotechnischen Fakultät.
1993 wurde er in die Montenegrinische Akademie der Wissenschaften und Künste aufgenommen, war ab 2001 deren Sekretär und ist seit 2002 Präsident der Montenegrinischen Akademie der Wissenschaften und Künste, der höchsten Institution für Wissenschaften und Künste in Montenegro.
Đurović hat über 250 wissenschaftliche Arbeiten publiziert. Er ist Mitglied in verschiedenen nationalen und internationalen wissenschaftlichen Gremien wie der Europäischen Akademie der Wissenschaften und Künste und der Tesla Memorial Society of New York. Neben verschiedenen Auszeichnungen wurde er von der Moldauischen Akademie der Wissenschaften (Academia de Științe a Moldovei) mit der Ehrendoktorwürde geehrt.